# Maria Letizia Ramolino
Maria Letizia Ramolino (Ajaccio, Korzika, 24. kolovoza 1750. – Rim, Italija, 2. veljače 1836.), talijanska plemkinja i majka francuskog cara Napoleona I.
Godine 1764. udala se za korzikanskog plemića Carla Mariju Bounopartea (1746. – 1785.), s kojim je imala osmero djece: Josepha (1768. – 1844.), Napoleona (1769. – 1821.), Luciena (1775. – 1840.), Élisu (1777. – 1820.), Luja (1778. – 1846.), Paulinu (1780. – 1825.), Carolinu (1782. – 1839.) i Jérôme (1784. – 1860.).
Godine 1814., pridružila se svrgnutom Napoleonu I. u izgnanstvu na otoku Elbi. Sljedeće godine, vratila se s njim u Pariz, a nakon njegova konačnog pada nakon poraza u bitci kod Waterlooa, preselila se u Rim i stavila pod zaštitu pape Pija VII.

## Vanjske poveznice
- Letizia Buonaparte - Britannica Online (engl.)